# Pinokkio (personage)
Pinokkio (van het Italiaans Pinocchio, "stukje pijnboom") is een personage en de hoofdpersoon uit het kinderboek De avonturen van Pinokkio (Le avventure di Pinocchio) uit 1883, geschreven door de Italiaan Carlo Collodi. Pinokkio werd door een houtbewerker genaamd Geppetto gemaakt, in een klein Italiaans dorp. Hij creëerde een houten pop, maar droomde ervan dat het een echte jongen was. Zijn personage werd later ook gebruikt om leugens en vele fantasieverhalen rond te vertellen. Het verhaal rond Pinokkio is al in vele varianten verschenen en ook bewerkt voor moderne media. Pinokkio wordt een icoon genoemd in de moderne media en is een van de vele bekende personages uit de kinderliteratuurgeschiedenis.
Pinokkio staat bekend om zijn korte neus die langer wordt als hij nerveus wordt, zeker als hij liegt.

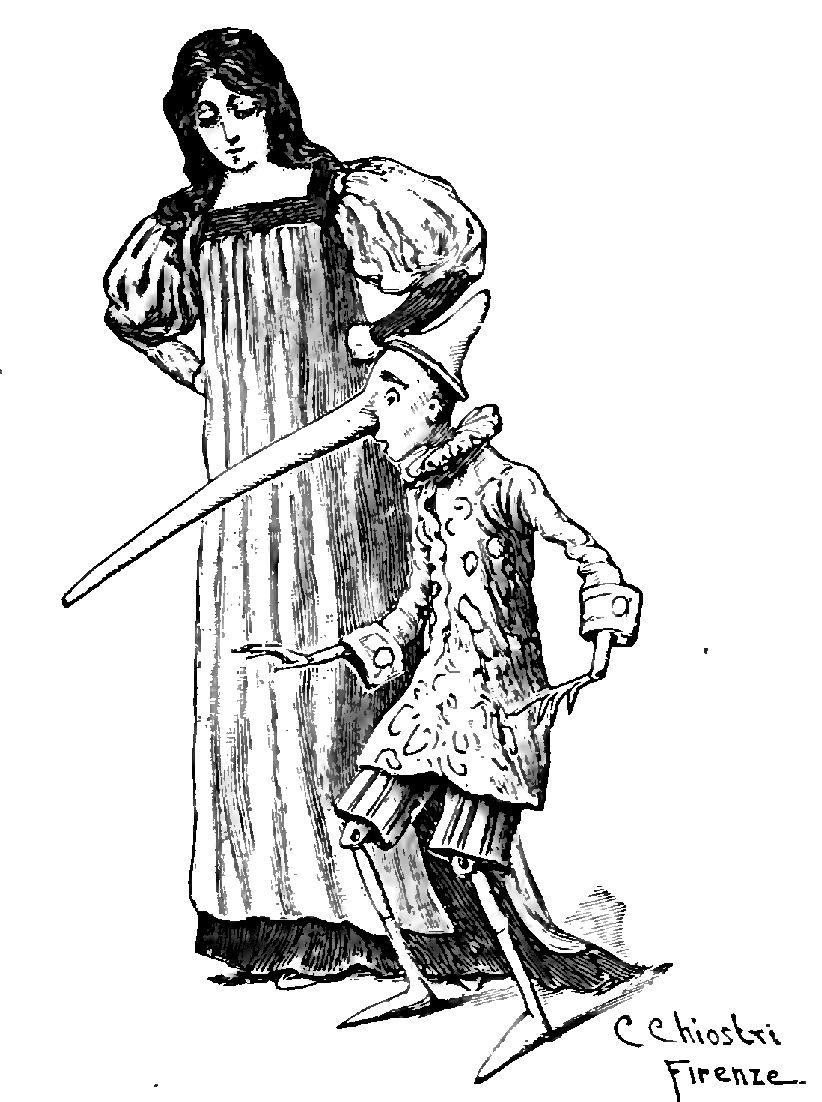
Illustratie van rond 1900

## Disney
Walt Disney verfilmde het verhaal als Pinokkio. Alhoewel het de bekendste adaptatie van het boek is, is het zeker niet de meest trouwe versie. Het personage Japie Krekel, dat in het boek maar een kleine rol speelt, is in Disney's versie een hoofdpersonage. Grote delen van het verhaal werden ook aangepast.